# انتقام (فیلم ۱۹۹۰)
انتقام (به انگلیسی: Revenge) فیلمی محصول سال ۱۹۹۰ و به کارگردانی تونی اسکات است. در این فیلم بازیگرانی همچون کوین کاستنر، آنتونی کوئین، مادلین استو، سالی کرکلند، توماس میلیان، جیمز گامون، جسی کورتی، میگوئل فرر و جان لگویزمائو ایفای نقش کرده‌اند.